# 天主教蒙多維教區
天主教蒙多維教區（拉丁語：Dioecesis Montis Regalis in Pedemonte o Montis Vici）是天主教會在義大利的一個教區。屬都靈總教區。
教區成立於1388年6月8日，自阿斯蒂教區分出，屬米蘭總教區。但阿斯蒂往後長期仍保有選舉蒙多維主教的權力。1515年5月24日從米蘭轉屬都靈管轄。1573年教區修院成立。
教區包括庫內奧省南部和薩沃納省西北部，2004年有教友116,000人，佔轄區總人口97.5%。教區下轄192個堂區，有167名司鐸。現任教區主教為盧恰諾·帕科米奧。